# Tihooceanska ploča
Tihooceanska ploča (ili Pacifička ploča) je oceanska tektonska ploča koja se nalazi ispod Tihog oceana. S površinom od 103 milijuna km2, to je najveća tektonska ploča.
Tihooceanska ploča sadrži unutarnju vruću točku koja stvara Havajsko otočje.
Hillis i Müller smatraju da se ploča ptičje glave kreće u skladu s pacifičkom pločom. Bird ih smatra nepovezanima.

## Granice
Na sjeveroistoku je divergentna granica s pločama Explorer, Juan de Fuca i Gorda tvoreći redom oceanske grebene Explorer, Juan de Fuca i Gorda. U sredini istočne strane je transformni rasjed sa Sjevernoameričkom pločom duž rasjeda San Andreas i granica s pločom Cocos. Jugoistočna strana je divergentna granica s pločom Nazca koja tvori Kontinentalno podnožje istočnog Tihog oceana.
Južna strana je divergentna granica s Antarktičkom pločom koja tvori pacifičko-antarktički greben.
Zapadna strana omeđena je Ohotskom pločom u Kurilsko-Kamčatskoj brazdi i Japanskom brazdom. Ploča tvori konvergentnu granicu subdukcijom ispod Filipinske ploča stvarajući Marijansku brazdu, ima transformni rasjed s Karolinskom pločom i ima kolizijskih granicu sa Sjevernom Bismarckovom pločom. 
Na jugozapadu, Pacifička ploča ima složenu, ali općenito konvergentnu granicu s Indo-australskom pločom, podmičući se ispod nje sjeverno od Novog Zelanda tvoreći brazde Tonga i Kermadec. Alpski rasjed označava transformni rasjed između dviju ploča, a južnije se Indo-australska ploča podvodi ispod Pacifičke ploče tvoreći brazdu Puysegur. Južni dio Zelandije, koji se nalazi istočno od ove granice, najveći je blok kontinentalne kore ploče.  
Sjeverna strana je konvergentna granica koja se spušta ispod Sjevernoameričke ploče tvoreći Aleutsku brazdu i Aleutsko otočje.  

## Paleogeologija Tihooceanske ploče
Pacifička ploča je gotovo u potpunosti oceanska kora, ali sadrži nešto kontinentalne kore na Novom Zelandu, u Baja Californiji i obalnom pojasu Kalifornije.
Pacifička ploča se odlikuje time što ima jedan od najvećih površinskih dijelova najstarijih članova geologije morskog dna koji je ukorijenjen u istočnoazijske oceanske jarke. Geološka karta morskog dna Tihog oceana prikazuje ne samo geološke nizove i povezane zone vatrenog prstena na rubovima oceana, već i različite starosti morskog dna, u koracima od najmlađe do najstarije. Najstariji dijelovi, koji nestaju u ocenanskim jarcima na rubovima ploče, su iz rane krede (prije 145 do 137 milijuna godina).
Pacifička ploča nastala je na trostrukom spoju triju glavnih oceanskih ploča Panthalasse: ploča Farallon, Phoenix i Izanagi, prije oko 190 milijuna godina. Ploča je nastala jer se trostruki spoj pretvorio u nestabilan oblik sa svih strana okružen transformnim rasjedama, zbog razvoja pregiba na jednoj od granica ploče. "Pacifički trokut", najstariji dio Pacifičke ploče, nastao u početnim fazama formiranja ploče, nalazi se istočno od Marijanske brazde.

## Vanjske poveznice
|  | Zajednički poslužitelj ima još gradiva o temi Tihooceanska ploča |

- Age of the Ocean Floor